# Wilfried Puis
Pour les articles homonymes, voir Puis.
Wilfried Puis est un footballeur belge né le 18 février 1943 à Ostende (Belgique) et mort le 21 octobre 1981.
Débutant au VG Ostende, il a fait carrière au RSC Anderlecht et en équipe de Belgique. Il commence avec les Diables rouges le 13 mai 1962 (Belgique-Italie, 1-3). Il est sélectionné à 49 reprises, jusqu'en 1975. Il a fait partie du onze anderlechtois Diables Rouges qui joue le 30 septembre 1964 à Anvers (Belgique-Pays-Bas, 1-0).
Il participe entre autres à la Coupe du monde en 1970 au Mexique où il joue trois matches. Il a joué également au FC Bruges et au KSC Lokeren. Il termine sa carrière dans le club de ses débuts, AS Ostende.
Il est décédé prématurément le 21 octobre 1981, des suites d'un cancer.

## Palmarès
- International belge de 1962 à 1975 (49 sélections et 9 buts marqués)
- Participation à la Coupe du monde en 1970 au Mexique (3 matches)
- Champion de Belgique en 1962, 1964, 1965, 1966, 1967 et 1968 avec le RSC Anderlecht
- Vainqueur de la Coupe de Belgique en 1965 avec le RSC Anderlecht
- Soulier d'or belge en 1964